# 센 마사오
센 마사오(일본어: 千 昌夫, 1947년 4월 8일 ~ )는 일본의 엔카 가수이다. 본명은 아베 겐타로(일본어: 阿部 健太郎).

## 생애
일본 이와테현 리쿠젠타카타시에서 태어났다. 1965년 작곡가 엔도 미노루(遠藤 実)의 문하생으로 들어가 같은 해 9월 5일에 『君が好き(너를 좋아해)』라는 곡으로 데뷔했다. 이후 『星影のワルツ(별빛의 왈츠, 1966년)』, 『夕焼け雲(석양 구름, 1976년)』, 『北国の春(북쪽 지방의 봄, 1977년)』등을 히트시키며 일본의 대표적인 엔카 가수로 성장했다. 향토적인 외모와 양 눈썹 사이의 커다란 검은 사마귀(현재는 없음)가 트레이드 마크였으며, 노래 또한 서정적이고 향토적인 분위기의 곡이 많았다. 특히 출신지인 이와테 현이 속해있는 도호쿠 지방(東北地方)의 사투리를 구사하면서 큰 인기를 끌었다. NHK 홍백가합전에 2011년까지 총 16번 출연하였다.
그러나 그는 가수라는 직업보다는 일본의 버블 경제를 상징하는 대표적인 부동산 재벌이었다. 우연히 사들였던 미야기현 센다이시의 땅에 도호쿠 신칸센이 들어서면서 그의 땅은 순식간에 값이 올랐고, 그로 인해 그는 부동산 투자에 눈을 뜨기 시작했다. 결국 그는 전성기를 구가하고 있었음에도 가요계 생활을 은퇴하고, 전적으로 부동산 사업에 열중하기 시작했다. 그는 세계 각지의 빌딩과 맨션, 호텔 등을 소유하여 「노래하는 부동산왕」등으로 불리며 큰돈을 벌었다. 한 때는 「하와이 호놀룰루의 대부분의 호텔이 센 마사오의 것」이라는 소문이 돌 정도였다. 그러나 1991년 버블 경제가 서서히 그 본색을 드러내기 시작하면서 그의 부동산 사업에도 어두운 그림자가 드리워졌고, 결국 3천억엔에 달하는 빚을 지게 되었다.(단, 현재 은행으로의 공적 자금 투입으로 인해 최종적인 개인 부채액은 1,034억엔.)
부동산 사업으로 인해 큰 빚을 지게 되면서 1991년 3월에 다시 가수로서 복귀하였으며, 현재 가요 프로그램 등에 출연하고 있다. 현재의 소속사는 도쿠마 재팬(徳間ジャパン).

## 대표곡
- 〈별빛의 왈츠〉(星影のワルツ, 1966년)
- 〈석양 구름〉(夕焼け雲, 1976년)
- 〈북쪽 지방의 봄〉(北国の春, 1977년)
- 〈된장국의 노래〉(味噌汁の唄, 1978년)
- 〈망향 술집〉(望郷酒場, 1981년)
- 〈쓰가루 평야〉(津軽平野, 1984년)
- 〈당신〉(あんた, 1985년)

## 같이 보기
- 한국 KBS 1TV의 《KBS 스페셜》에서 그의 부동산 사업과 부도에 관한 이야기가 중점적으로 다루어진 적이 있다.
  - 2007년 2월 4일 방송, 〈욕망과 혼돈의 기록, 도쿄 1991〉.
- 단 이사오(일본어판) - '굿바이 부동산: 일본 부동산황제 센마사오의 교훈'(千昌夫の教訓)의 저자